# Sängerkrieg auf der Wartburg

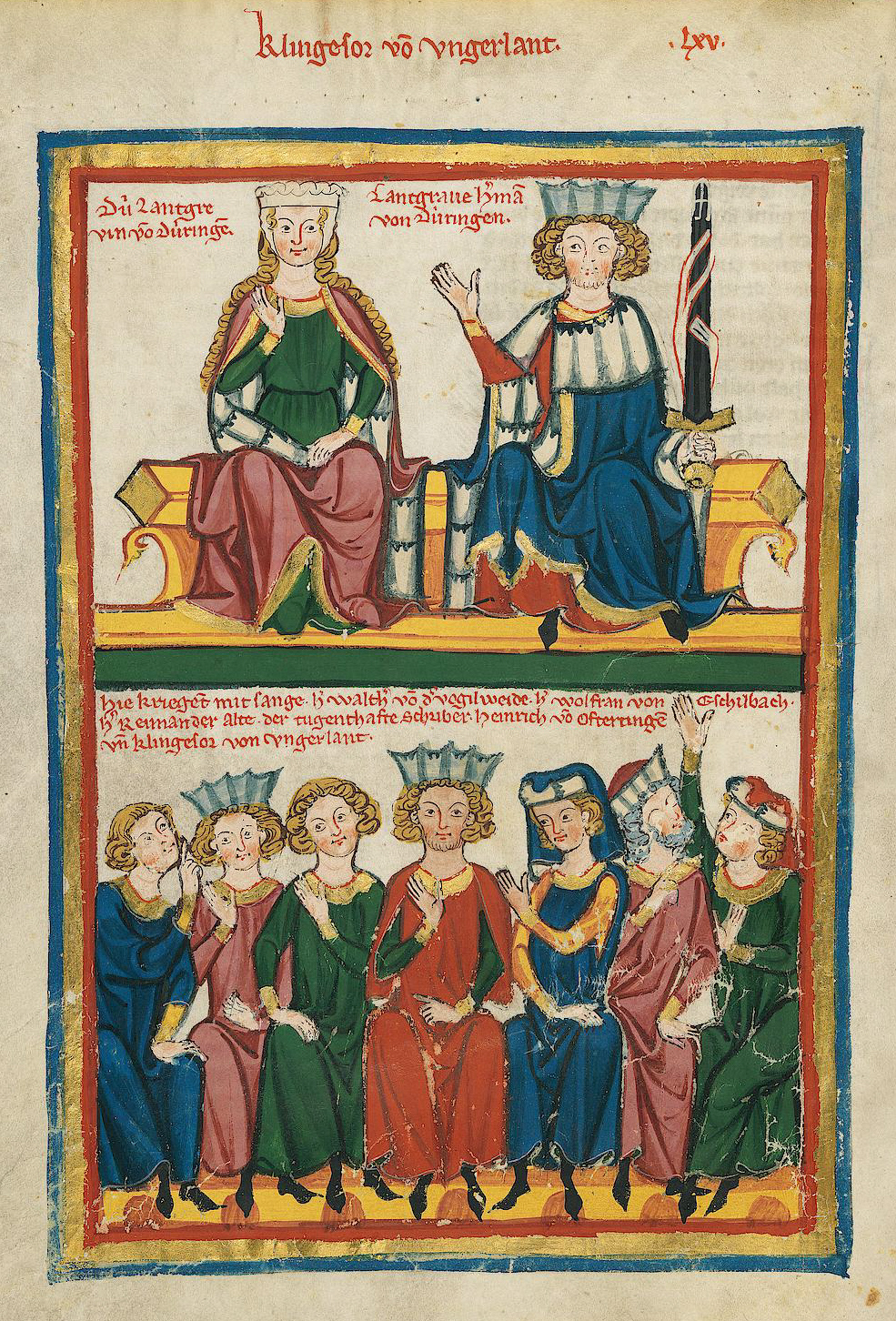
Miniatur des Sängerkriegs aus dem Codex Manesse, 14. Jahrhundert

Der Sängerkrieg auf der Wartburg oder Wartburgkrieg ist eine schrittweise gewachsene Sammlung mittelhochdeutscher Sangspruchgedichte des 13. Jahrhunderts um einen angeblichen Dichterwettstreit auf der thüringischen Wartburg. Sie gilt als bedeutendstes Zeugnis thüringischer Spruchdichtung.
Der Wartburgkrieg reflektiert die literarische Blüte am Hof des Landgrafen Hermann I. um 1200. Als Rückschau auf diese Glanzzeit wurden mehrere Jahrzehnte später berühmten Dichtern dieser Generation (Wolfram von Eschenbach, Walther von der Vogelweide) und fiktiven Konkurrenten (Klingsor als Romanfigur aus Wolframs Parzival, Heinrich von Ofterdingen) dialogische Strophen eines Sängerwettstreits in den Mund gelegt.